# Down Home (film)
Down Home er en amerikansk stumfilm fra 1920 af Irvin Willat.

## Medvirkende
- Leatrice Joy som Nance Pelot
- James O. Barrows som Dabney Todd
- Edward Hearn som Chet Todd
- Aggie Herring
- Edward Nolan som Martin Doover
- William Robert Daly som Joe Pelot
- Sidney Franklin som Cash Bailey
- Bert Hadley
- Frank Braidwood som Larry Shayne
- James Robert Chandler som Deacon Howe
- Nelson McDowell som Lige Conklin
- Florence Gilbert
- J. P. Lockney som Barney Shayne
- William Sloan
- Helen Gilmore